# Rafał Cybulski
Rafał Cybulski herbu Prawdzic (zm. w 1567 roku) – kuchmistrz koronny w latach 1565–1567, wojski sochaczewski, starosta sochaczewski w 1567 roku.